# 石葵河
石葵河，位于中国云南省东南部文山壮族苗族自治州丘北县境内，是清水江左岸支流。
石葵河发源于丘北县双龙营镇以南的龙尾上寨，向东流经双龙营镇文告村，温浏乡石葵村、坝稿村等地，至石别村入清水江。全长42.1公里，流域面积285.4平方公里。